# Yeu
La zone Yeu est une zone de météorologie marine des bulletins larges de Météo-France située le long des côtes françaises de l'Atlantique. Elle s'étend de 47°30'N à 46°30'N et de 6°W jusqu'au rivage. Elle est bordée par les zones de :
- Iroise au nord
- Pazenn à l'ouest
- Rochebonne au sud

Elle doit son nom à l'île d'Yeu qui se situe dans ces parages.